# Smash Mouth (album)
Smash Mouth  è il terzo album del gruppo pop rock statunitense Smash Mouth, pubblicato nel 2001 dalla Interscope Records.

## Tracce
1. Holiday In My Head – 2:41
2. Your Man – 3:36
3. Pacific Coast Party – 2:59
4. She Turns Me On – 3:12
5. Sister Psychic – 3:17
6. Out Of Sight – 2:57
7. Force Field – 3:49
8. Shoes 'N' Hats – 2:49
9. Hold You High – 3:01
10. The In Set – 3:42
11. Disenchanted – 4:16
12. Keep It Down – 5:31
13. I'm a Believer – 3:18

## Versione internazionale
14. All Star – 3:21
15. Walkin' On The Sun – 3:28
16. Pacific Coast Party (Olav Basoski Remix) – 7:58

## Formazione
- Steve Harwell - voce
- Greg Camp - chitarra, cori
- Paul De Lisle - basso, cori
- Michael Urbano - batteria
- Michael Klooster - tastiere
- Mark Cervantes - percussioni

### Altri musicisti
- Louis Castle - tromba
- Rich Seinhauser - trombone
- Mike Busbee - trombone